# Fall to Pieces (Velvet Revolver)
Fall to Pieces è un singolo dei Velvet Revolver, pubblicato l'8 giugno 2004 dall'etichetta discografica RCA.
La canzone era inserita nell'album di debutto del gruppo, Contraband, pubblicato lo stesso anno.

## Classifiche
| Classifica (2004) | Posizione raggiunta |
| ----------------- | ------------------- |
| Regno Unito       | 32                  |
| Irlanda           | 42                  |
| Paesi Bassi       | 53                  |
| Stati Uniti       | 67                  |
| Germania          | 89                  |